# Dochówko
Dochówko [pronunciación en polaco: /dɔˈxufkɔ/] es un pueblo ubicado en el distrito administrativo de Gmina Główczyce, dentro del Condado de Słupsk, Voivodato de Pomerania, en Polonia del norte. Se encuentra aproximadamente a 8 kilómetros al sur de Główczyce, a 26 kilómetros al noreste de Słupsk, y a 84 kilómetros al oeste de la capital regional Gdańsk.
Antes de 1945, el área fue parte de Alemania. Para la historia de la región, véase Historia de Pomerania.
El pueblo tiene una población de 30 habitantes.